# Гановер (Міннесота)
Гановер (англ. Hanover) — місто (англ. city) в США, в округах Райт і Ганнепін штату Міннесота. Населення — 3548 осіб (2020).

## Географія
Гановер розташований за координатами 45°9′29″ пн. ш. 93°39′46″ зх. д. / 45.15806° пн. ш. 93.66278° зх. д. (45.157963, -93.662899).  За даними Бюро перепису населення США в 2010 році місто мало площу 14,49 км², з яких 14,12 км² — суходіл та 0,37 км² — водойми.

## Демографія
Згідно з переписом 2010 року, у місті мешкало 2938 осіб у 926 домогосподарствах у складі 807 родин. Густота населення становила 203 особи/км².  Було 950 помешкань (66/км²).
Расовий склад населення:
| - 96,0 % — білих - 1,5 % — азіатів - 0,6 % — чорних або афроамериканців - 0,2 % — корінних американців |

До двох чи більше рас належало 1,0 %. Частка іспаномовних становила 1,7 % від усіх жителів.
За віковим діапазоном населення розподілялося таким чином: 34,8 % — особи молодші 18 років, 61,7 % — особи у віці 18—64 років, 3,5 % — особи у віці 65 років та старші. Медіана віку мешканця становила 32,5 року. На 100 осіб жіночої статі у місті припадало 105,9 чоловіків;  на 100 жінок у віці від 18 років та старших — 104,9 чоловіків також старших 18 років.
Середній дохід на одне домашнє господарство  становив 100 321 долар США (медіана — 92 679), а середній дохід на одну сім'ю — 111 500 доларів (медіана — 105 893). Медіана доходів становила 64 573 долари для чоловіків та 57 305 доларів для жінок. За межею бідності перебувало 1,2 % осіб, у тому числі 0,0 % дітей у віці до 18 років та 3,4 % осіб у віці 65 років та старших.
Цивільне працевлаштоване населення становило 1772 особи. Основні галузі зайнятості: виробництво — 16,3 %, освіта, охорона здоров'я та соціальна допомога — 15,0 %, науковці, спеціалісти, менеджери — 12,6 %, будівництво — 12,0 %.